# 2010년 아시안 게임 마카오 선수단
 마카오, 중화인민공화국은 2010년 11월 12일부터 11월 27일까지 중화인민공화국 광저우에서 열리는 2010년 아시안 게임에 참가하였다.

## 메달 현황
| 종목   | 1 | 2 | 3 | 합계 |
| 우슈   | 1 | 1 | 0 | 2    |
| 공수도 | 0 | 0 | 3 | 3    |
| 다이빙 | 0 | 0 | 1 | 1    |
| 합계   | 1 | 1 | 4 | 6    |

## 메달 리스트
| 메달 | 이름                       | 종목   | 세부 종목              | 날짜      |
| ---- | -------------------------- | ------ | ---------------------- | --------- |
|      | 지아뤼                     | 우슈   | 남자 투로 도술 곤술    | 11월 14일 |
|      | 채양선                     | 우슈   | 남자 산타 -70KG        | 11월 17일 |
|      | 레이쿠옹청                 | 공수도 | 남자 쿠미테 -84KG 이상 | 11월 24일 |
|      | 처웅푸이시                 | 공수도 | 여자 카타 개인전       | 11월 24일 |
|      | 크리스티나 페헤이라 카리온 | 공수도 | 여자 쿠미테 -68KG 이상 | 11월 25일 |
|      | 초이 수트 이안             | 다이빙 | 여자 3M 스프링보드     | 11월 26일 |